# Надіа Алі
Надіа Алі (нар. 3 серпня 1980, Триполі, Лівія) — американська співачка.
В лютому 2010 року вийшов відеокліп з піснею Try записаної для німецького музичного проекту Schiller. Зйомки проходили наприкінці січня в Німеччині під керівництвом німецького режисера Маркуса Стернберга. 9 березня пісня була випущена як перший сингл до майбутнього платинового альбому Atemlos. В німецьких чартах сингл піднявся до 58 місця.

## Дискографія
- Embers (2009)
- Once (2019)